# Russ Freeman (Pianist)
Russ Freeman (Russell Donald Freeman, * 28. Mai 1926 in Chicago, Illinois; † 27. Juni 2002 in Las Vegas/Nevada) war ein US-amerikanischer Jazzmusiker (Piano, Komposition) und Musikproduzent. Er gehörte zu den Pionieren des Bebop an der amerikanischen Westküste.

## Leben und Wirken
Freeman, der eine klassische Klavierausbildung hatte, arbeitete in den 1940er Jahren in Los Angeles mit Musikern wie Howard McGhee, Al Killian, Dexter Gordon, Wardell Gray, Sonny Criss, Shelly Manne, Shorty Rogers und Art Pepper. Er trat 1947 mit Charlie Parker auf und nahm 1954 in Boston mit Serge Chaloff auf. Seine klassische Klavierausbildung kam ihm im West Coast Jazz zugute, für den er seinen Bebop-Stil mit eigenwilligen dramatischen Elementen durchsetzte. 
1953–54 gehörte er dem ersten Quartett von Chet Baker an, für den er auch komponierte. Seit 1955 arbeitete er elf Jahre mit dem Schlagzeuger Shelly Manne in dessen Band Shelly Manne & His Men. Bereits zuvor nahm er mit ihm 1954 eine Serie von Duetten auf (1954); 1956 folgte sein bekanntestes Stück, die Third-Stream-Ballade The Wind.  Zudem arbeitete er 1958–59 auch mit Benny Goodman. Er war an Schallplatten von Zoot Sims, Art Pepper, Maynard Ferguson und Clifford Brown, sowie Lambert, Hendricks & Ross beteiligt. Als A&R-Mann und Produzent beim Label Pacific Records entdeckte er 1953 Richard Twardzik.
Seit Anfang der 1960er Jahre zog er sich mehr und mehr von der Jazzszene zurück. Er gründete 1962 einen Verlag, komponierte Schlager, spielte und arrangierte Soundtracks für Fernsehen und Film ein und trat nur noch gelegentlich auf.

## Diskografische Hinweise
- Russ Freeman Trio [Pacific Jazz], 1953
- Trio with Richard Twardzik (mit Joe Mondragon, Monty Budwig, Shelly Manne), 1953
- Freeman/Baker Quartet, 1956
- Shelly Manne & His Men: Concerto for Clarinet & Combo (Contemporary, 1957)
- Double Play, 1957
- One on One (Contemporary Records, 1982) mit Shelly Manne

## Sammlung
- The Complete Pacific Jazz Live Recordings of the Chet Baker Quartet with Russ Freeman (1954) – (Mosaic 1986) – 4 LPs mit Carson Smith, Bob Neel dm